# Абдулазіз Хатран
Абдулазіз Хатран (араб. عبد العزيز الخثران, нар. 31 липня 1973) — саудівський футболіст, що грав на позиції захисника.
Виступав, зокрема, за клуби «Аль-Шабаб» та «Аль-Гіляль», а також національну збірну Саудівської Аравії, у складі якої був учасником двох чемпіонатів світу.

## Клубна кар'єра
У дорослому футболі дебютував 1994 року виступами за команду «Аль-Шабаб», в якій провів вісім сезонів, вигравши разом з командою за цей час 2 рази Кубок наслідного принца Саудівської Аравії, 1 раз Кубок володарів кубків Азії, 2 рази Суперкубок Азії, 1 раз Арабський кубок чемпіонів, 2 рази Арабський суперкубок, 1 раз доходив до фіналу Суперкубка Азії і 2 рази до фіналу Арабського кубка володарів кубків.
У 2002 році перейшов в інший клуб з Ер-Ріяда «Аль-Гіляль». Відіграв за цю команду наступні сім сезонів своєї ігрової кар'єри, встигнувши стати за цей час разом з командою двічі чемпіоном Саудівської Аравії, чотири рази володарем Кубка наслідного принца Саудівської Аравії і двічі переможцем Кубка принца Фейсала.
Протягом 2009—2011 років захищав кольори команди клубу «Аль-Вахда» (Мекка).
Завершив професійну ігрову кар'єру у нижчоліговому клубі «Аль-Кавкаб», за який виступав протягом 2011—2013 років.

## Виступи за збірну
2002 року дебютував в офіційних матчах у складі національної збірної Саудівської Аравії.
У складі збірної був учасником чемпіонату світу 2002 року в Японії і Південній Кореї, чемпіонату світу 2006 року у Німеччині. У обох турнірах Саудівська Аравія не подолала групового етапу. У першому матчі Хатран зіграв 3 матчі, а у другому — 2.
Протягом кар'єри у національній команді, яка тривала 5 років, провів у формі головної команди країни 31 матч.

## Досягнення
- Чемпіон Саудівської Аравії (2): 2004/05, 2007/08
- Володар Кубку наслідного принца Саудівської Аравії (6): 1995/96, 1998/99, 2002/03, 2004/05, 2005/06, 2007/08
- Володар Кубку принца Фейсала (2): 2004/05, 2005/06
- Володар Кубку володарів кубків Азії (1): 2001
- Володар Арабського кубка чемпіонів (1): 1999
- Володар Арабського суперкубка (2): 1995, 2000
- Фіналіст Суперкубка Азії (1): 2001
- Фіналіст Арабського кубка володарів кубків (2): 1994/95, 1997/98